# Neorhagadochir inflata
Neorhagadochir inflata är en insektsart som beskrevs av Ross 1944. Neorhagadochir inflata ingår i släktet Neorhagadochir och familjen Archembiidae. Inga underarter finns listade i Catalogue of Life.